# Responsabilité contractuelle en France
 (octobre 2023).
Si vous disposez d'ouvrages ou d'articles de référence ou si vous connaissez des sites web de qualité traitant du thème abordé ici, merci de compléter l'article en donnant les références utiles à sa vérifiabilité et en les liant à la section « Notes et références ».
La responsabilité contractuelle est, avec la responsabilité extracontractuelle, une des deux parties de la responsabilité civile. Elle est engagée en cas de mauvaise exécution ou d'inexécution totale ou partielle des obligations nées d'un contrat. Ce régime de responsabilité est prévu par les articles 1231 à 1231-7 du code civil. 

L'article 1231-1 du code civil dispose notamment que :
« Le débiteur est condamné, s'il y a lieu, au paiement de dommages et intérêts soit à raison de l'inexécution de l'obligation, soit à raison du retard dans l'exécution, s'il ne justifie pas que l'exécution a été empêchée par la force majeure.»
Préalablement à la réforme du droit des contrats, l'ancien article 1147 était rédigé ainsi :

« Le débiteur est condamné, s'il y a lieu, au paiement de dommages et intérêts soit à raison de l'inexécution de l'obligation, soit à raison du retard dans l'exécution, toutes les fois qu'il ne justifie pas que l'inexécution provient d'une cause étrangère qui ne peut lui être imputée, encore qu'il n'y ait aucune mauvaise foi de sa part. »

## Conditions
La responsabilité contractuelle est engagée lorsqu'un fait dommageable est constaté par la rencontre de trois conditions cumulatives : un dommage (sauf si des dommages-intérêts fixés à l'avance sont stipulés dans le contrat en cas de défaillance du débiteur de l'obligation ; sauf exception, le juge ne peut en modifier le montant), un  fait générateur de responsabilité (inexécution ou mauvaise exécution contractuelle) et un lien de causalité.

### Situation contractuelle
Il est évident que seule l'existence d'un contrat permet d'invoquer la responsabilité contractuelle. Ainsi, dans le cas du contrat de transport, seul le titre de transport (validé) permet de bénéficier de la responsabilité contractuelle, à titre de preuve du contrat. Si le fait est survenu durant la phase précontractuelle, ou si le contrat est ultérieurement annulé, c'est la responsabilité délictuelle qui est retenue. Dans le cas de montages, où les parties sont liées indirectement à travers un groupe de contrat (travail conjoint de deux entreprises indépendantes par rapport à un cocontractant commun) ou une chaîne de contrat (sous-traitante, ventes successives), la jurisprudence est passée de la responsabilité contractuelle à délictuelle (cf. Arrêt Lubrivin, 12/07/1991). Juridiquement la notion de groupes de contrat est de moins en moins reconnue.

### Dommage
Synonyme de préjudice au sens le plus courant. Il ouvre droit à réparation s'il est certain, direct, et de plus, en matière contractuelle, prévisible.

D'autres auteurs l'assimilent plutôt au fait générateur de la lésion, le préjudice en étant seulement la conséquence.

### Fait générateur
Il faut dans un premier temps prouver l'existence de cette inexécution ou mauvaise exécution. Pour cela, on se réfère à ce que stipule le contrat même ou alors au code civil, sinon à la jurisprudence.
Dans un second temps, il faut prouver que cette inexécution ou mauvaise exécution est fautive et génère la responsabilité du fautif, d'où la création de la distinction obligation de résultat / obligation de moyens :
- l'obligation de résultat : le débiteur est tenu, sauf cas de force majeure, de fournir le résultat escompté par le créancier (par exemple, le transporteur est tenu de conduire le passager comme la marchandise sain et sauf à destination et dans les conditions stipulées par le contrat). La simple preuve de l'absence du résultat tel que stipulé dans le contrat suffit à constituer l'inexécution du contrat, et engage donc la responsabilité contractuelle du débiteur. Ce dernier devra donc prouver que l'inexécution est due à un cas de force majeure (évènement imprévisible, irrésistible et étranger) pour s'exonérer de sa responsabilité. Les obligations de ne pas faire sont autant des obligations de résultat que celles de donner ou de faire.
- l'obligation de moyens : le débiteur promet de mettre en œuvre sa prudence, sa diligence et les moyens techniques et/ou intellectuels nécessaires en vue d'obtenir le résultat escompté sans pouvoir pour autant garantir y parvenir (par exemple, le médecin met tout en œuvre pour guérir son patient, compte tenu de sa qualification et des connaissances scientifiques actuelles, mais il ne peut être attaqué pour faute au seul motif que le patient a succombé. De même, l'agent immobilier s'engage à vendre un bien selon le prix estimé par l'agence, mais il ne peut lui être reproché d'obtenir un prix moindre ou de tarder à vendre si le marché n'est pas favorable). Il appartient cependant au créancier de démontrer que le débiteur n'a pas mis tous les moyens nécessaires à l'exécution de son obligation pour prouver sa faute, et donc démontrer la responsabilité contractuelle. Les efforts du débiteur sont appréciés in abstracto par le juge, en tenant compte du respect des règles de déontologie de sa profession, et de la comparaison avec le comportement de ses pairs en termes de diligence et de prudence.

Un cas particulier est celui du contrat de transport, qui relève d'une obligation de résultat pendant le déplacement, mais relève d'une obligation de moyens lors de l'embarquement ou du débarquement (les dommages survenus à quai obligent à prouver la faute du transporteur).
Le contrat précise généralement dans quel type d'obligation on est. Si tel n'est pas le cas, deux critères tranchent:
- l'existence d'un aléa dans l'exécution de l'obligation, suivant l'adage "l'aléa chasse la lésion".
- le rôle actif ou non du créancier de l'obligation dans l'exécution de celle-ci.

### Lien de causalité
L'article 1231-4 du code civil précise que le dommage doit être la « suite immédiate et directe de l'inexécution de la convention ». Il doit y avoir un lien de cause à effet immédiat entre la faute d'inexécution et le dommage prévisible. À noter qu'en cas de responsabilité plurale (impossible de déterminer un seul coupable), les responsables seront condamnés in solidum.

## Réparation du dommage
Les sanctions en cas d'inexécution des diverses obligations : faire ou ne pas faire, donner (au sens de transfert de propriété d'un bien immeuble) ou livrer une chose ; sont prévues par les articles 1136 à 1164 du code civil. 
Lorsque l'obligation contractuelle peut encore être exécutée, le créancier peut demander que le débiteur soit forcé à cette exécution : c'est l'exécution forcée. Il peut aussi également demander au juge l'exécution par un tiers au frais du débiteur.
Lorsque l'obligation contractuelle ne peut plus être exécutée, il y a réparation par équivalent sous forme de dommages-intérêts, ordonnée par le juge. Le montant de ces dommages-intérêts sera apprécié par le juge du fond au regard du principe de réparation intégrale, et sera évalué au jour du jugement définitif.

## Clauses relatives à la responsabilité contractuelle
Les parties du contrat peuvent inclure des clauses réglementant leur responsabilité en cas de préjudice. Si le principe de la volonté souveraine des parties reste la règle, le débiteur de l'obligation ne doit toutefois pas introduire de clauses tendant à l'exonérer de ses obligations ; lesquelles « doivent être exécutées de bonne foi » (article 1134 du code civil) ; interprétation jurisprudentielle très importante pour la défense des consommateurs et usagers de services divers : 
- par exemple, obligation d'information des banques ou autres prestataires financiers à l'égard de leurs clients.
- elle pèse aussi sur le créancier de l'obligation, par ex. en matière d'assurances, le client ne peut cacher des éléments de risque, sauf à perdre tout ou partie de son droit à indemnisation.

### Clauses de non responsabilité
Les parties conviennent qu'en cas d'inexécution ou mauvaise exécution de l'obligation, le débiteur ne sera pas responsable. Ces clauses ne pourront cependant pas jouer lorsque l'inexécution est due à la faute lourde ou dolosive du débiteur (elles sont alors réputées non écrites). Elles ne peuvent également pas être opposées lorsque le dommage consiste en une atteinte à l'intégrité physique d'autrui. Un professionnel ne peut les imposer à un consommateur.

### Clauses limitatives de responsabilité
Les parties conviennent de limiter les conditions de mise en jeu de la responsabilité, ou encore les conséquences de cette responsabilité. Ces clauses sont réputées abusives en cas de faute lourde ou dolosive de la part du débiteur, ou entre professionnels et consommateurs.

### Clauses pénales
Les parties fixent dès l'origine le montant des dommages-intérêts en cas de mauvaise exécution ou d'inexécution de l'obligation. Dès lors, cette clause entraîne une substitution de l'évaluation conventionnelle à l'évaluation judiciaire. Pour mettre en jeu ces clauses, il faut que l'inexécution soit imputable au débiteur. Le créancier n'est pas obligé d'invoquer cette clause et peut lui préférer une demande en exécution forcée, voire la résolution du contrat. La clause pénale est un forfait qui doit être respectée, toutefois si son montant s'avère être excessif ou dérisoire au regard du préjudice, le juge pourra la modérer à la hausse comme à la baisse.